# Wilfried Anton

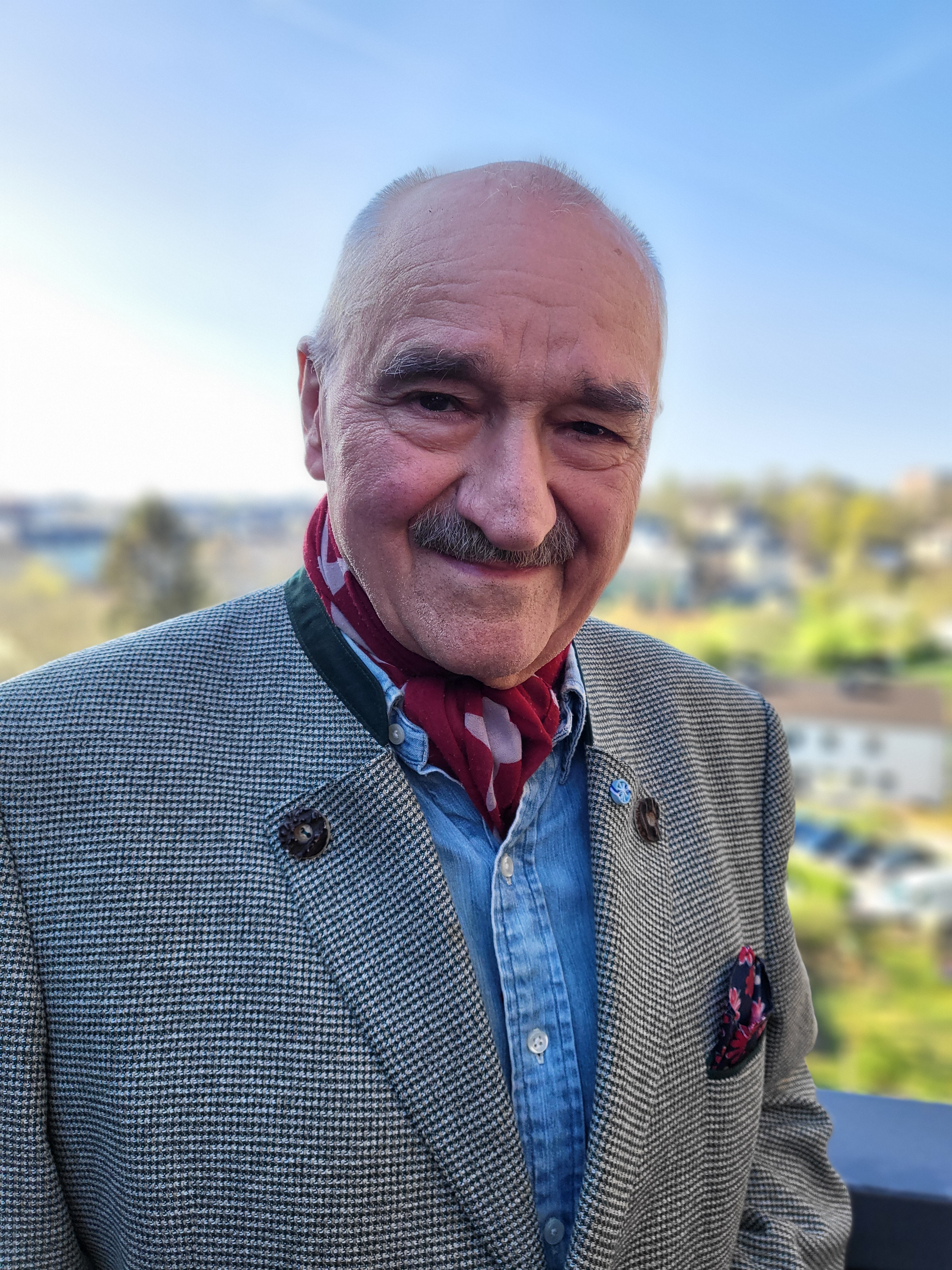
Wilfried Anton (2023)

Wilfried Anton (* 1940 in Prohorsch, Sudetenland) ist ein deutscher Kulturmanager, Musiker und Politiker. Er war von 1965 bis zum Beginn seines Ruhestandes 2009 Geschäftsführer und Intendant der Hofer Symphoniker. Von 1979 bis 1984 war er ehrenamtlicher 3. Bürgermeister und Sportreferent der Stadt Hof; von 2006 bis 2008 führte er den Vorsitz der CSU-Fraktion im Stadtrat Hof.

## Leben
Wilfried Anton wurde 1940 als Sohn des Arztes Josef Anton und seiner Frau Elfriede Anton geboren. Nach der Vertreibung 1945 gelangte die Familie über Ohlstadt, Murnau und Augsburg nach Wessobrunn. Nach dem Musikstudium am Richard-Strauss-Konservatorium und der Hochschule für Musik in München leistete er seinen Wehrdienst beim Musikkorps 1 der Luftwaffe und begann dort seine musikalische Tätigkeit. Es folgten weitere Stationen als 3. bzw. 1. Hornist am Theater Regensburg sowie am Theater in Passau, ehe er 1961 Solo-Hornist bei den Hofer Symphonikern wurde.
Bereits ein Jahr später gehörte er dem Orchestervorstand an, ehe er 1965 zum Gesamtleiter der Hofer Symphoniker berufen wurde (Geschäftsführer, 1978 erhielt er den Titel Intendant). Sein Wirken setzte in der Hofer Kulturlandschaft zahlreiche positive Akzente, nicht zuletzt mit der von ihm 1978 gegründeten Musikschule, die bundesweit zu einem Vorzeigemodell für Nachwuchsarbeit im Kulturwesen avancierte. Außerdem war er 1978 Mitbegründer des Bayerischen Musikrates, von Beginn an Mitglied in dessen Präsidium und von 1997 bis 2005 dessen Präsident. Darüber hinaus war er 1982 bis 2006 Vorsitzender des Begabtenförderungsausschusses für musikalisch besonders Begabte im Freistaat Bayern und von 1985 bis 2006 als Vertreter aller bayerischen Musikverbände Mitglied im Medienrat der Bayerischen Landeszentrale für Neue Medien (BLM).
Neben seinem kulturellen Schaffen engagierte sich Wilfried Anton auch in zahlreichen politischen Funktionen. Von 1968 bis 1979 war er ehrenamtlicher Geschäftsführer des CSU-Kreisverbandes Hof-Stadt. Dem Hofer Stadtrat gehörte er von 1973 bis 2014 an, davon fünf Jahre lang als 3. Bürgermeister und Sportreferent der Stadt sowie 24 Jahre lang Mitglied des Vorstands der CSU-Stadtratsfraktion. 2005 wurde er Mitglied im Arbeitskreis „Hochschule und Kultur“ der bayerischen CSU, von 2006 bis 2008 war er als Sprecher des Kulturausschusses der Metropolregion Nürnberg tätig. Daneben gehörte er 1980 bis 2014 dem Verwaltungsrat der Sparkasse Hof bzw. nach einer erfolgten Fusion der Sparkasse Hochfranken an.

## Ehrungen und Auszeichnungen
- 1979: Verdienstnadel des Bayerischen Sportschützenverbandes
- 1984: Ehrenmedaille in Silber, Bezirk Oberfranken
- 1986: Verdienstkreuz am Bande des Verdienstordens der Bundesrepublik Deutschland
- 1994: Ehrennadel des Deutschen Tierschutzbundes
- 1995: Carl-Orff-Medaille des Verbandes Bayerischer Sing- und Musikschulen
- 1995: Verdienstkreuz 1. Klasse des Verdienstordens der Bundesrepublik Deutschland
- 2000: Verdienstorden des Freistaates Bayern
- 2003: Goldene Bürgermedaille der Stadt Hof
- 2004: Staatsmedaille für besondere Verdienste um Bayern im vereinten Europa
- 2004: Kulturpreis der Sudetendeutschen Landsmannschaft
- 2005: Staatsmedaille in Bronze für besondere Verdienste um die kommunale Selbstverwaltung
- 2010: Staatsmedaille in Silber für besondere Verdienste um die kommunale Selbstverwaltung
- 2011: Ehrenpräsident Bayerischer Musikrat[4][5]
- 2011: Ehrenbürger Stadt Hof[6]
- 2016: Ehrenintendant der Hofer Symphoniker[7]
- 2017: Kulturpreis Bezirk Oberfranken